# Opius nigritibia
Opius nigritibia är en stekelart som beskrevs av Fischer 1963. Opius nigritibia ingår i släktet Opius och familjen bracksteklar. Inga underarter finns listade i Catalogue of Life.